# Relações entre Brasil e Haiti
As relações entre Brasil e Haiti são as relações diplomáticas entre a República Federativa do Brasil e a República do Haiti. Os dois países mantém relações bem próximas, devido à atuação das Forças Armadas do Brasil na Missão das Nações Unidas para a estabilização no Haiti desde 2004, e também à ajuda humanitária após o Sismo do Haiti de 2010.

## História

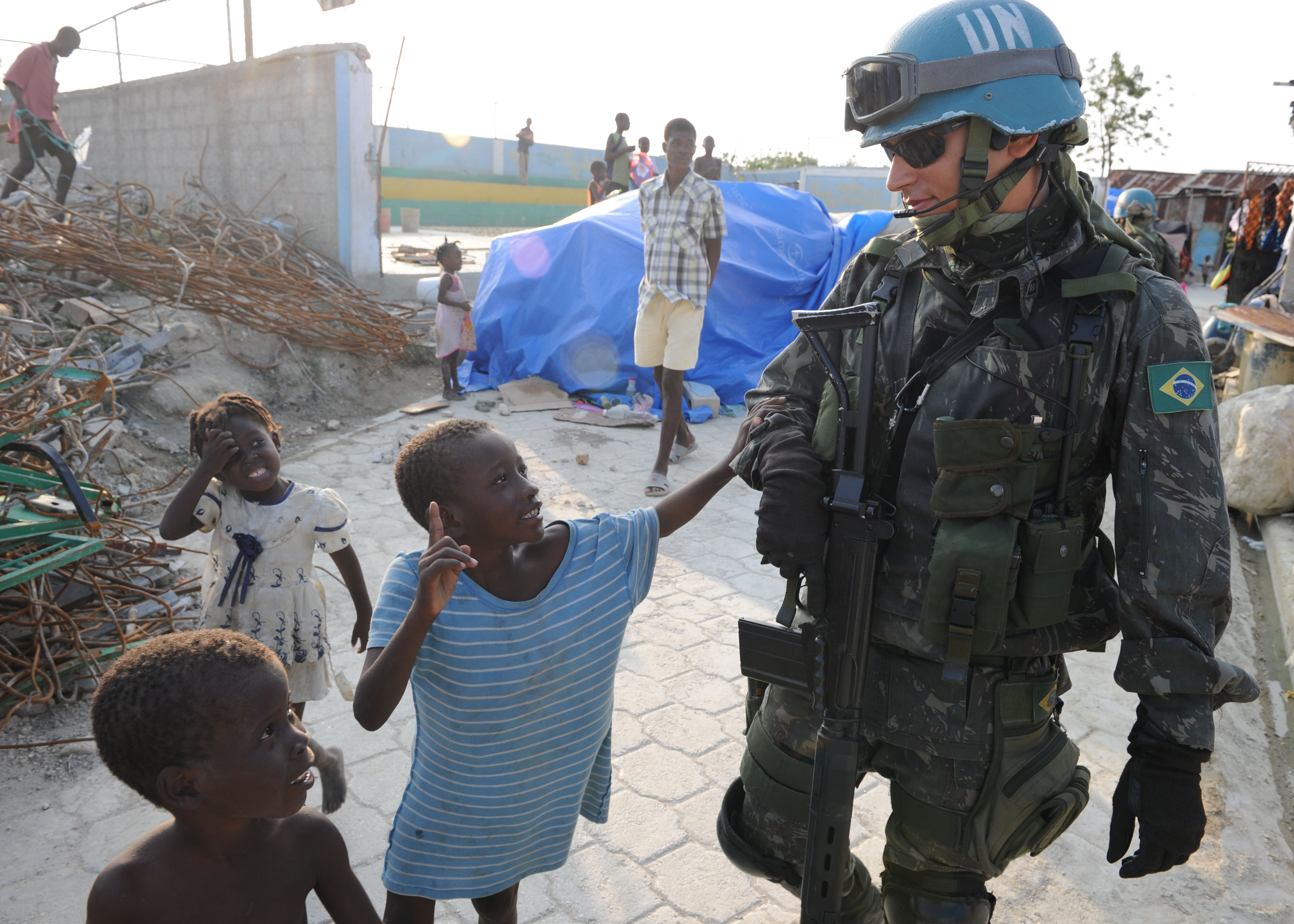
Um militar brasileiro da força de manutenção da paz das Nações Unidas caminha com crianças haitianas durante uma patrulha em Cité Soleil.

Devido às rebeliões em 2004 no Haiti, em que o presidente Jean-Bertrand Aristide viu-se obrigado a renunciar no meio de seu segundo mandato, o Brasil, na época sob o primeiro mandato do presidente Luiz Inácio Lula da Silva, disponibilizou as suas forças armadas para integrar a Minustah, uma força de paz das Nações Unidas cujo objetivo seria o de estabilizar o país.

### Terremoto de 2010
Após o terremoto de 12 de janeiro de 2010, que vitimou mais de 300 mil haitianos e 18 militares brasileiros, o Brasil enviou ajuda humanitária que pode ter chegado a R$ 1 bilhão. Em 11 de maio de 2010, o Brasil tornou-se o primeiro país a efetuar uma contribuição financeira ao Fundo de Reconstrução do Haiti, no montante de US$ 55 milhões.

### Infraestrutura
Os governos do Brasil e do Haiti assinaram em 2011 um acordo de construção no Haiti, de uma usina hidrelétrica projetada pelo Exército Brasileiro, e que fornecerá energia elétrica para cerca de 1 milhão de cidadãos haitianos.